# موری کاتسوناگا
موری کاتسوناگا (به ژاپنی: 毛利 勝永 Mōri Katsunaga) (۱۵۷۷ – ۴ جون، ۱۶۱۵) یکی از فرماندهان تحت خدمت خاندان تویوتومی بود.